# 二苯乙烯酮
二苯乙烯酮（英語：Diphenylketene）是化学式为(C6H5)2C=C=O的烯酮，和其它的二取代烯酮（R1R2C=C=O）类似，二苯乙烯酮在室温常压下为橘红色油状液体，由于有烯酮的累积双键结构，二苯乙烯酮可与C=C、C=N、C=O和C=S等多种双键发生[2+2] 环加成反应。